# Return of the Obra Dinn
《Return of the Obra Dinn》(오브라 딘 호의 귀환)은 미국의 게임 제작자인 루카스 포프가 개발한 어드벤처, 퍼즐 게임이며 일본의 3909 LLC에서 유통했다. 《Return of the Obra Dinn》은 루카스 포프가 개발한 두 번째 상업 게임으로, 2013년 발매된 《Papers, Please》의 뒤를 잇고 있다. 2018년 macOS, 마이크로소프트 윈도우로 발매되었으며 1년 뒤에는 닌텐도 스위치, 플레이스테이션 4, 엑스박스 원으로도 발매되었다.
게임의 배경은 1807년으로 플레이어는 동인도 회사의 보험 조사원 역할을 맡게 된다. 어느 날 5년 동안 실종되었던 상선 '오브라 딘 호'(Obra Dinn)가 배 위에 살아 있는 사람이라고는 한 명도 싣지 않은 채 잉글랜드 해안에 다시 나타난다. 플레이어는 손해 사정을 위해 이 유령선에 파견되어 항해에서 벌어진 사건들을 재구성하고, 배에 타고 있었던 모든 60개의 영혼들의 운명을 알아내어 사망자의 사인이나 생존자의 현재 위치에 대한 결론을 내리게 된다. 주인공은 회중시계를 이용하여 각 시신이 죽은 순간을 보며 조사를 계속한다. 1인용 게임이며, 영상은 초기 매킨토시 컴퓨터에서 영감을 받은 1비트 단색 그래픽 영상을 이용하고 있다.
《Return of the Obra Dinn》은 그 게임 플레이와 아트 스타일, 스토리 면에서 찬사를 받았다. 또한 2018년 최고의 게임 중 하나로 꼽히며 시머스 맥널리 대상(Seumas McNally Grand Prize) 등의 여러 상을 수상했다.

## 플레이

선원의 시신을 조사할 수 있는 회중시계의 모습.

플레이어는 회중시계를 통해 시신의 당사자가 죽을 때의 모습을 볼 수 있다.

동인도 회사에 보험을 들었던 배 '오브라 딘 호'는 1803년 희망봉으로 가던 중 실종되었다. 그 후 오브라 딘 호는 60명의 승객과 승무원이 모두 죽거나 실종된 채 항구로 떠밀려 온다. 플레이어는 배에 타고 있었던 모든 영혼들의 운명을 알아내는 일을 맡게 된다. 구체적으로는 그들의 이름, 맞게 된 운명, 그 사람을 죽인 범인, 살아 있을 경우 그들이 현재 있는 위치에 대해 알아내야 한다.
《Return of the Obra Dinn》은 하나의 거대한 논리 퍼즐이다. 게임은 1인칭 시점의 어드벤처 게임으로 진행되며 플레이어는 오브라 딘 호 전체를 탐사할 수 있는데, 초기 컴퓨터 게임에서 음영과 색상을 표현하던 법을 모방한 단색의 디더링 기법을 채용하고 있다. 이 과정을 돕기 위해 플레이어에게는 모든 사람이 그려진 그림, 인원 명단, 배의 청사진 등이 들어 있는 책을 받게 된다. 한편 시신에 사용할 수 있는 회중시계도 같이 받는데, 이 회중시계를 사용하면 시신의 당사자가 죽기 직전 몇 초 간의 소리를 들을 수 있다. 또한 시신이 죽음을 맞이하던 순간의 시점에서 돌아다닐 수 있는데, 따라서 죽음의 순간에 있었던 다른 사람이나 다른 방과 갑판을 탐색하여 해당 장면의 세부 사항을 알아낼 수 있다. 이를 통해 승무원의 얼굴을 이름과 역할에 대응시킬 수 있다. 죽음의 순간을 탐색하던 중에도 회중시계를 다시 사용하여 시선에 들어온 다른 시신으로 들어갈 수 있다.

책의 모습. 플레이어는 사망자의 이름과 사인을 맞혀야 한다.

각 죽음마다 책에는 기본적인 정보가 자동으로 채워진다. 플레이어가 해야 할 것은 사망자의 이름과 정확한 사인을 맞히는 것이다. 사망자의 이름을 맞히기 위해서는 아주 작은 단서, 추론, 논리적 연역을 모두 이용해야 한다. 게임이 진행되며 후보는 보통 점점 좁혀진다. 사인은 목록에서 선택할 수 있으며 몇몇 경우에 사인은 복수 정답이 인정된다. 플레이어는 정보를 추가로 얻었을 경우 책을 수정할 수도 있다. 그러나 추측으로 맞히는 것을 막기 위해 세 명의 올바른 운명을 맞혀야만 정답이라고 확인해 준다. 단, 마지막 여섯 명의 운명이 남은 경우 두 명의 운명만 맞혀도 정답을 확인해 준다.

## 줄거리
동인도 회사의 상선이었던 오브라 딘 호는 51명의 승무원과 9명의 승객을 태운 채로 1802년, 팰머스를 떠나 동방으로 향한다. 그러나 오브라 딘 호는 목적지에 다다르지 못하고 희망봉에서 실종된다. 5년 뒤, 오브라 딘 호는 타고 있던 모든 사람들이 죽거나 사라진 채로 잉글랜드의 해안에서 다시 모습을 드러낸다. 동인도 회사는 회사의 수석 조사원을 보내 배에서 무슨 일이 일어났는지 알아내도록 한다. 조사원은 배의 선의였던 '헨리 에반스'에게서 책 한 권과 회중시계를 받는다. 회중시계는 시신에 사용하면 시신이 죽었던 그 순간의 소리를 듣고 멈춘 순간을 직접 탐색할 수 있게 되는 힘을 가지고 있었다. 회중시계와 책을 이용하여 조사원은 배에 타고 있던 모든 사람의 운명을 파헤치게 된다.
오브라 딘 호에는 대만의 왕족인 '번란 림', '잇벤 시아'와 그들의 호위 '쵸우 텐', '호크센 라우'를 포함한 여러 승객들이 타 있었다. 대만의 왕족들은 아름다운 보물 상자를 가지고 있었다. 항해가 시작한 후 선원 '사무엘 피터스'가 떨어지는 화물에 깔려 죽고, 다른 선원인 '렌프레드 라저브'와 '솔로몬 시예드'는 폐렴에 걸려 사망하는 일이 벌어진다. 이후 2등 항해사 '에드워드 니콜스' 등의 승무원 일부는 대만 왕족의 보물 상자를 빼앗을 음모를 꾸미게 된다. 이들은 결국 배가 카나리아 제도 근처를 지나갈 무렵 대만 왕족들을 납치하고 보물 상자까지 훔쳐 보트를 타고 달아난다. 그러나 세 마리의 인어 괴물이 보트를 습격하여 대부분의 보트를 탄 사람들이 죽게 된다. 잇벤 시아가 보물 상자에서 꺼낸 소라의 힘으로 인어들은 무력화되지만 잇벤 시아 자신도 죽게 된다. 혼자 살아남은 에드워드 니콜스는 오브라 딘 호에 인어와 소라를 가진 채로 돌아오지만 배에 남아 있던 쵸우 텐이 복수를 위해 총을 쏴 살해당한다. 인어를 배에 실은 순간 인어들의 공격으로 인해 더 많은 승무원들이 사망하게 되며 결국 인어들은 제압되고 격리실에 갇힌다.
오브라 딘 호에서 계속 사망자가 발생하며 결국 잉글랜드로 귀환하기 위해 배를 돌리게 된다. 그러나 회항하기 시작한 이후 인어 괴물들은 끔찍한 폭풍우를 일으키고, 두 마리의 거대 거미게에 올라탄 바다 괴수가 배에 올라타 격리실에 갇혀 있는 인어들을 풀어주려 한다. 결국 괴수를 쓰러뜨리기 전까지 더 많은 승무원들이 죽게 된다. 첫 번째 공격을 물리친 직후, 크라켄까지 습격해 오면서 승무원 몇 명과 선장의 아내 '아비게일 호스컷 워터렐'까지 사망한다. 이 공격을 끝내기 위해 선장 '로버트 워터렐'은 격리실로 가 모든 인어를 죽이겠다고 위협한다. 선장은 두 마리의 인어를 죽여 버리고 마지막 남은 인어는 결국 크라켄을 물린다. 소라와 살아남은 마지막 인어는 3등 항해사인 '마틴 페럿'에게 넘겨져 바다로 풀려나며, 이때 인어의 가시에 맞고 죽어가던 마틴은 인어가 오브라 딘 호를 잉글랜드로 돌려보내 줄 것을 약속한다. 일부 살아남은 승무원과 승객은 오브라 딘 호를 버리고 아프리카 서쪽 해안으로 가기로 결정한다. 이후 동인도 회사의 조사원이 회중시계를 통해 오브라 딘 호를 조사하게 할 계획을 세우고 있던 에반스는 잠긴 상태인 격리실에 애완 원숭이를 밀어 넣어 죽이고, 손을 잘라 보관한 채로 다른 사람들과 함께 아프리카로 탈출한다. 남은 세 명의 승무원은 선장에 대해 선상반란을 일으키려고 시도한다. 선장은 반란을 일으킨 세 명을 모두 죽이고, 아내의 시신 옆에서 총으로 자살한다.
몇 년 뒤, 플레이어인 조사원은 격리실에서 사망한 두 명('마틴 페럿', '필립 다할')을 제외한 모든 사람의 운명을 알아내게 된다. 폭풍이 온다는 뱃사공의 말에 조사원이 배를 떠나면 오브라 딘 호는 폭풍에 의해 결국 침몰한다. 완성된 책은 에반스에게 보내지고 주인공은 각 인원의 공과를 토대로 돈을 지급하거나 벌금을 매기는 보고서를 작성한다. 1년 뒤, 에반스와 함께 탈출했던 생존자 중 한 명인 '제인 버드'는 책을 원숭이 손과 함께 주인공에게 다시 보내온다. 이때 에반스가 책을 받은 뒤 병으로 죽었다는 말을 전한다. 조사원은 회중시계를 원숭이 손에 사용하여, 격리실에서 일어난 일을 마지막으로 오브라 딘 호에서 일어난 모든 사건의 전말을 알게 된다.

## 개발
미국의 비디오 게임 디자이너인 루카스 포프는 그의 경력을 쌓는 동안 많은 초기 매킨토시 게임에 사용되었던 1비트 그래픽에 대한 인식을 개선시켜 왔다. 그의 전작인 《Papers, Please》에 이어 포프는 1비트 그래픽을 사용해 실험적인 게임을 개발하고 싶어 했고, 이것을 위해 고풍스러운 분위기로 만들어진 3차원 공간 내에서 플레이어가 움직일 수 있는 게임 엔진을 개발하였다. 포프는 대부분의 각도에서 게임을 시각적으로 이해가 가능하도록 만들고 싶어 했고, 렌더링 면에서 몇 가지 난관을 마주쳐야 한다. 그와는 별개로 포프는 1비트 그래픽이 작은 창에서는 제대로 작동하지만, 전체 화면으로 볼 때는 플레이어가 멀미를 호소한다는 것을 알았다. 결국 이런 디더링 접근법을 위해 포프는 동등한 모션 블러를 만드는 방식으로 렌더링 루틴을 수정하였다. 한때 브라운관 렌더 효과를 만드는 것도 고려했으나 실천에 옮기지는 않았다.
게임 스타일을 확립한 이후로 포프는 어떤 게임을 만들지 거꾸로 작업을 시작했다. 작업 초기에는 플레이어 캐릭터가 반복해서 죽는 아이디어를 가지고 있었다. 즉, 플레이어는 시체에서 죽을 때의 사건을 보고 1분 전으로 돌아가, 주변 환경을 조작해 그 죽음을 재현하는 방식이었다. 그러나 포프는 이것이 기술적으로 구현하기 어려울 것이라 생각했고, 대신 스토리를 알려주기 위해 죽음의 순간을 회상하는 정지 화면을 이용한다는 아이디어를 떠올렸다.
개발 과정에서 가장 긴 시간이 걸린 것은 게임의 스토리였다. 포프는 《Papers, Please》 개발을 마친 이후 2014년에 《Return of the Obra Dinn》를 예고하며 다음해에 게임이 정식 발매될 것이라 밝혔다. 하지만 실제로 《Return of the Obra Dinn》의 발매에는 4년이 더 걸렸는데, 포프는 2016년 게임 개발자 회의에서 플레이어가 단 여섯 명의 운명을 추리해 볼 수 있는 데모판을 공개했다. 이때의 평가가 긍정적이었기 때문에 그는 당초 기대했던 것보다 게임의 스토리를 넓혀 나갔다. 게임 내적인 부분에서는 각 등장인물과 그들의 운명을 연결하는 스프레드시트를 만들어 플레이어가 논리적으로 연속되는 죽음을 따라갈 수 있도록 만들었다. 몇몇 장면에서는 포프가 필요한 대화 내용을 작성하고, 당시 억양을 흉내낼 수 있는 각 국가의 성우를 섭외했다.
스토리를 더 완벽하게 한 뒤, 포프는 새로운 데모판을 2016년 11월 PAX 오스트레일리아에 가지고 갔다. 이 데모판에는 처음 데모판에 13명의 캐릭터가 추가된 상태였다. 그러나 첫 번째 데모판과는 다르게 죽음을 보는 순서가 시간 순서였기 때문에 체험자들은 어떻게 게임을 진행해야 할지 혼란스러워 했다. 포프는 등장인물을 전부 채워 넣으면 이 혼란이 더 심해질 것이라고 알아차렸고, 이에 대한 해결책으로 죽음의 시발점이 되는 열 개의 사건을 스토리에 추가했다. 그리고 스토리를 여러 개의 챕터로 나눠 플레이어가 줄거리를 더 잘 이해할 수 있게 만들었다. 게임을 챕터로 나눈 이후에는 게임의 타임라인과 실제 동인도 회사와 똑같이 배의 승무원들을 분류하는 역할을 맡는 책이라는 설정을 넣었다.
포프는 자신이 아직 《Papers, Please》로 충분한 수익을 벌고 있기 때문에, 《Return of the Obra Dinn》이 수익 면에서 얼마나 성공할지에 대해서는 걱정하지 않았었다고 밝혔다. 그는 《Return of the Obra Dinn》을 순수하게 본인의 열정으로 개발하고 있었으므로 마감 기한이나 홍보에 대해서 스스로를 압박하지 않으려 했다. 《Return of the Obra Dinn》은 2018년 10월 17일, 마이크로소프트 윈도우와 macOS로 발매되었으며 유통은 일본의 스튜디오 3909가 맡았다. 닌텐도 스위치, 플레이스테이션 4, 엑스박스 원 이식은 워프 디지털(Warp Digital)에 의해 2019년 10월 18일 이루어졌다. 피지컬 에디션은 PS4와 닌텐도 스위치에서 리미티드 런 게임즈(Limited Run Games)를 통해 2020년 발매되었다.

## 반응
리뷰 모음 웹사이트인 메타크리틱에 따르면 《Return of the Obra Dinn》은 "일반적으로 호의적인 평가"를 받았다. 폴리곤의 콜린 캠벨(Colin Campbell)은 《Return of the Obra Dinn》이 "추리극의 관습을 당혹스럽지만 유쾌한, 변화무쌍한 이야기로 뒤틀었다. 이는 단순히 굉장한 게임이 아닌, 강렬하고 창조적인 지능이 만든 작품"이라며 추천했다. 디스트럭토이드의 패트릭 핸콕(Patrick Hancock)은 포프가 《Papers, Please》에 이어 좋은 성과를 거두었다고 논평했으며 게임을 끝낸 뒤에도 "게임에 대해 생각하는 것을 멈출 수 없었다"라고 덧붙였다. 게임 인포머의 제이비 괄트니(Javy Gwaltney)는 아트 스타일이 "시선을 사로잡는다"라고 말했으며 게임의 속도와 게임에 들어가 있는 생각에 대해 호평했다. 그러나 엔딩에 대해서는 비교적 호평이 적었는데, "궁극적인 보상이 사려 깊은 게임플레이를 보완해 주지 못했다"라고 평했다.
독특하다는 점에서도 많은 찬사를 받았다. Rock, Paper, Shotgun의 Andreas Inderwildi는 《Return of the Obra Dinn》이 단순히 논리적 추론에 그치지 않고, 플레이어가 응급 상황에서 사람들이 어떻게 행동할지도 고려하도록 하고 있다고 평했다. 유로게이머의 리뷰에서 Christian Donlan은 게임의 그래픽 스타일이 《Return of the Obra Dinn》을 "다른 그 무엇과도 닮지 않게" 만들었으며, 스도쿠와 관련지어 논평했다. 가마수트라의 Katherine Corss는 게임의 미니멀리즘한 느낌과 캐릭터들이 "실제 사람처럼 보인다"라는 점을 높게 샀다. IGN의 Tom Marks는 게임이 스토리 전달에 정지된 이미지를 사용하고 있는데도, 오히려 삶으로 가득 차 있다고 묘사했다.
플레이어가 여러 영상의 장면을 통해 사건의 타임라인을 알아내고 결론에 도달해야 하는, 유사한 미스터리 게임인 《Her Story》와 호의적으로 비교하는 경우도 있었다. 캠벨은 두 게임 모두 그가 "공책과 펜"을 들게 만들었다고 말했다. 한편 더 버지에 앤드루 웹스터(Andrew Webster)가 기고한 글에서는 두 게임 모두가 혼란스러운 상황에서도 명확함을 만들어 가는 게임이었다고 평했다. 웹스터는 게임을 즐기는 데에 많은 방법이 있으며, 플레이어는 게임에 숨겨진 미스터리들을 강박적으로 찾을 수도 있고, 단순히 "음산하고 충격적인 스토리"를 즐길 수도 있다고 언급했다.

### 수상
에지, 폴리곤, USGamer, 게임스팟, The Nerdist, 데일리 텔레그래프, 더 뉴요커, 디 이스케이피스트 등의 각종 비디오 게임 관련 매체에서 《Return of the Obra Dinn》을 2018년 최고의 게임들 중 하나로 선정했다. 또한 《Return of the Obra Dinn》은 다음과 같은 여러 상을 수상했다.
| 연도 | 상                              | 카테고리                                        | 결과 | 출처          |
| ---- | ------------------------------- | ----------------------------------------------- | ---- | ------------- |
| 2018 | 더 게임 어워드 2018             | Best Independent Game                           | 후보 | [ 35 ] [ 36 ] |
| 2018 | 더 게임 어워드 2018             | Best Art Direction                              | 수상 | [ 35 ] [ 36 ] |
| 2019 | 제22회 D.I.C.E. 어워드          | Game of the Year                                | 후보 | [ 37 ]        |
| 2019 | 제22회 D.I.C.E. 어워드          | Adventure Game of the Year                      | 후보 | [ 37 ]        |
| 2019 | 제22회 D.I.C.E. 어워드          | Outstanding Achievement in Game Design          | 후보 | [ 37 ]        |
| 2019 | 제22회 D.I.C.E. 어워드          | Outstanding Achievement in Game Direction       | 후보 | [ 37 ]        |
| 2019 | 제22회 D.I.C.E. 어워드          | Outstanding Achievement in Story                | 후보 | [ 37 ]        |
| 2019 | 제22회 D.I.C.E. 어워드          | Outstanding Achievement for an Independent Game | 후보 | [ 37 ]        |
| 2019 | SXSW 게이밍 어워드              | Excellence in Art                               | 후보 | [ 38 ]        |
| 2019 | SXSW 게이밍 어워드              | Excellence in Design                            | 후보 | [ 38 ]        |
| 2019 | 인디펜던트 게임 페스티벌 어워드 | 시머스 맥널리 대상                              | 수상 | [ 39 ] [ 40 ] |
| 2019 | 인디펜던트 게임 페스티벌 어워드 | Excellence in Visual Art                        | 후보 | [ 39 ] [ 40 ] |
| 2019 | 인디펜던트 게임 페스티벌 어워드 | Excellence in Narrative                         | 수상 | [ 39 ] [ 40 ] |
| 2019 | 인디펜던트 게임 페스티벌 어워드 | Excellence in Audio                             | 후보 | [ 39 ] [ 40 ] |
| 2019 | 인디펜던트 게임 페스티벌 어워드 | Excellence in Design                            | 후보 | [ 39 ] [ 40 ] |
| 2019 | 게임 디벨로퍼스 초이스 어워드   | Game of the Year                                | 후보 | [ 41 ] [ 42 ] |
| 2019 | 게임 디벨로퍼스 초이스 어워드   | Best Narrative                                  | 수상 | [ 41 ] [ 42 ] |
| 2019 | 게임 디벨로퍼스 초이스 어워드   | Best Visual Art                                 | 후보 | [ 41 ] [ 42 ] |
| 2019 | 게임 디벨로퍼스 초이스 어워드   | Innovation Award                                | 후보 | [ 41 ] [ 42 ] |
| 2019 | 제15회 영국 아카데미 게임상     | Best Game                                       | 후보 | [ 43 ] [ 44 ] |
| 2019 | 제15회 영국 아카데미 게임상     | Artistic Achievement                            | 수상 | [ 43 ] [ 44 ] |
| 2019 | 제15회 영국 아카데미 게임상     | Game Design                                     | 수상 | [ 43 ] [ 44 ] |
| 2019 | 제15회 영국 아카데미 게임상     | Game Innovation                                 | 후보 | [ 43 ] [ 44 ] |
| 2019 | 제15회 영국 아카데미 게임상     | Narrative                                       | 후보 | [ 43 ] [ 44 ] |
| 2019 | 제15회 영국 아카데미 게임상     | Original Property                               | 후보 | [ 43 ] [ 44 ] |